# Bestruket papper
Bestruket papper är papper som belagts med fyllnadsmedel för att förbättra papperets tryckegenskaper. Vanliga fyllnadsmedel är pigment i form av lera eller kalk.
Bestrykningen leder till en slätare och ofta även glansigare yta. Typiskt är att bestruket papper också står emot fukt bättre, vilket leder till dess förbättrande egenskaper vid tryckning. Obestruket papper används dock också ofta i trycksammanhang, och en rad faktorer påverkar vilket som är lämpligaste valet för en viss produkt.
Som exempel på obestruket papper kan nämnas tidningspapper, kopieringspapper och en ganska stor andel av bokpapper. Även till exempel säckpapper och påspapper är normalt obestrukna. De flesta obestrukna papper ytlimmas, normalt med stärkelseämnen, för att få en god ytstyrka.